# ديان ماركوفيتش
ديان ماركوفيتش (بالإسبانية: Dejan Markovic)‏ هو مدرب كرة قدم ولاعب كرة قدم إسباني في مركز الهجوم، ولد في 26 مايو 1973 في زمون ‏ في صربيا. لعب مع أدميرا فاكر مودلينغ وأوساسونا ولوغرونيس ونادي بارتيزان.

## وصلات خارجية
- ديان ماركوفيتش على موقع قاعدة بيانات كرة القدم.إي يو (الإنجليزية)
- ديان ماركوفيتش على موقع عالم كرة القدم.نت (الإنجليزية)